# Каліна Єндрусік
Каліна Єндрусік (5 лютого 1930, Ченстохова — 7 серпня 1991, Варшава) — польська співачка та акторка. У період з 1953 по 1991 рік вона знялася більш ніж в тридцяти фільмах. Єндрусік була одружена з письменником Станіславом Дигатом.

## Біографія
Каліна Єндрусік народилася в 1930 році в Гнашині, нині частина Ченстохови, у сім'ї Генріка Єндрусіка, члена Сенату Польщі. У 1949 році закінчила Гімназію Юліуша Словацького у своєму рідному місті. У 1949 році переїхала до Кракова, де закінчила Академію драматичного мистецтва імені Людвіка Сольського . Каліна Єндрусік вперше дебютувала в 1953 році в театрі Wybrzeże в Гданську. З 1955 року вона виступала в декількох варшавських театрах, зокрема в Національному театрі (1955—1957), Театрі Współczesny (1957—1963), Театрі комедії (1964—1967), Studencki Teatr Satyryków (1969—1972), Театрі Вар'єте (1972—1985).), Польський театр (1985—1991).
Вона також була відома завдяки виступам у «Кабаре для літніх чоловіків» і акторській грі у багатьох польських фільмах, зокрема «Lekarstwo na miłość» або «Ziemia obiecana» .
У 1960-1970-х роках Єндрусік була польським секс-символом . У 1976 році вона виступала в США з Віолеттою Віллас .
Вона померла у Варшаві 7 серпня 1991 року від нападу астми . і була похована на алеї знатних осіб на цвинтарі Повонзкі.
У 1996 році вона була визнана третьою найвидатнішою польською кіноактрисою в опитуванні, проведеному журналом Film на честь 100-річчя кіно.
У 2021 році на екрани вийшов біографічний фільм "Дівчина-осінь " режисерки Катажини Клімкевич із Марією Дембською в головній ролі, а також Борисом Шицем, Лешеком Ліхотою та Рафалом Рутковським.

## Вибрана фільмографія
| Year | Title                                   | Role                    |
| ---- | --------------------------------------- | ----------------------- |
| 1967 | Ewa Wants to Sleep (Ewa chce spać)      | Young lady in the hotel |
| 1960 | Innocent Sorcerers                      | Journalist              |
| 1960 | Jowita                                  | Helena Księżak          |
| 1961 | Tonight a City Will Die                 | Prostitute              |
| 1964 | Upał                                    | Zuzanna                 |
| 1965 | The Cure for Love (Lekarstwo na miłość) | Joanna                  |
| 1968 | The Doll                                | Kazimiera Wąsowska      |
| 1975 | The Promised Land                       | Lucy Zucker             |
| 1975 | Mazepa                                  | kasztelanowa Robroncka  |
| 1980 | Levins Mühle                            | Antonia                 |
| 1982 | Hotel Polan und seine Gäste             | Józefina Polan          |
| 1984 | Baryton                                 | Gertruda                |
| 1986 | C.K. Dezerterzy                         | Madame Elli             |
| 1986 | Dziewczęta z Nowolipek                  | Maria Prymasiak         |
| 1988 | Hanussen                                | Baroness Stadler        |
| 1991 | 30 door key                             | Mrs. Filidor            |
| 1991 | The Double Life of Véronique            | The Gaudy Woman         |